# Mind, volume 2
Mind, volume 2 (subitel Live) is een gecombineerd live- en studioalbum. Opnamen vonden plaats tijdens een lange concertreeks die voerde door West-Europa en Mexico. De band probeerde daarbij de eerder opgenomen muziek van albums als Cheval - Volonté de rocher en Mind, volume 1 op concertpodia ten gehore te brengen, aangevuld met nieuwe werk. Daartoe moesten afhankelijk van de beschikbare musici veelal nieuwe arrangementen gemaakt worden, waarbij de nummers eerst weer uit elkaar geanalyseerd werden om vervolgens weer in elkaar gepast te worden. Bij dat laatste was ook hulp nodig van ingevoegde opnamen in de Studio Ännu Bättre in Halmstad. 
Mind staat voor Music investigating new dimensions. De reacties op het album waren hetzelfde als bij Mind, volume 1 wisselend van "zeer eigen melange van rock- en kamermuziek" tot "te ver doorgevoerd". 

## Musici

### Isildurs Bane
- Klas Assarsson – percussie
- Jonas Christophs – gitaar
- Fredrik Johansson - -basgitaar
- Mats Johansson – toetsinstrumenten, accordeon, theremin
- Kjell Severinsson – drumstel, percussie

Met Jan Severinsson als geluidstechnicus

### Gasten
- Dominique Andersson – Franse stem
- Anette Cortese – Italiaanse stem
- Barnt Daniel – Engelse stem
- Frerik Davidsson – trompet, flugelhorn
- Fredrik Emilson – basgitaar
- Joachim Gustafsson – viool en dirigent
- Björn Holmgren – Zweedse en Engelse stem
- Lars Hägglund – piano
- Fredrik Janacek – Franse, Engelse en Latijnse stem
- Bengt Johansson – percussie
- Martin Jönsson – Franse en Latijnse stem
- Björn J:son Lindh- dwarsfluit
- Ika Nord – Franse stem
- Monsieur Rebbatet – Franse stem
- Gregor Reid – Engelse stem
- Janne Schaffer – gitaar
- Peter Schöning – cello
- Kina Svensson – Franse stem
- Ola Åkerman – trombone

## Muziek

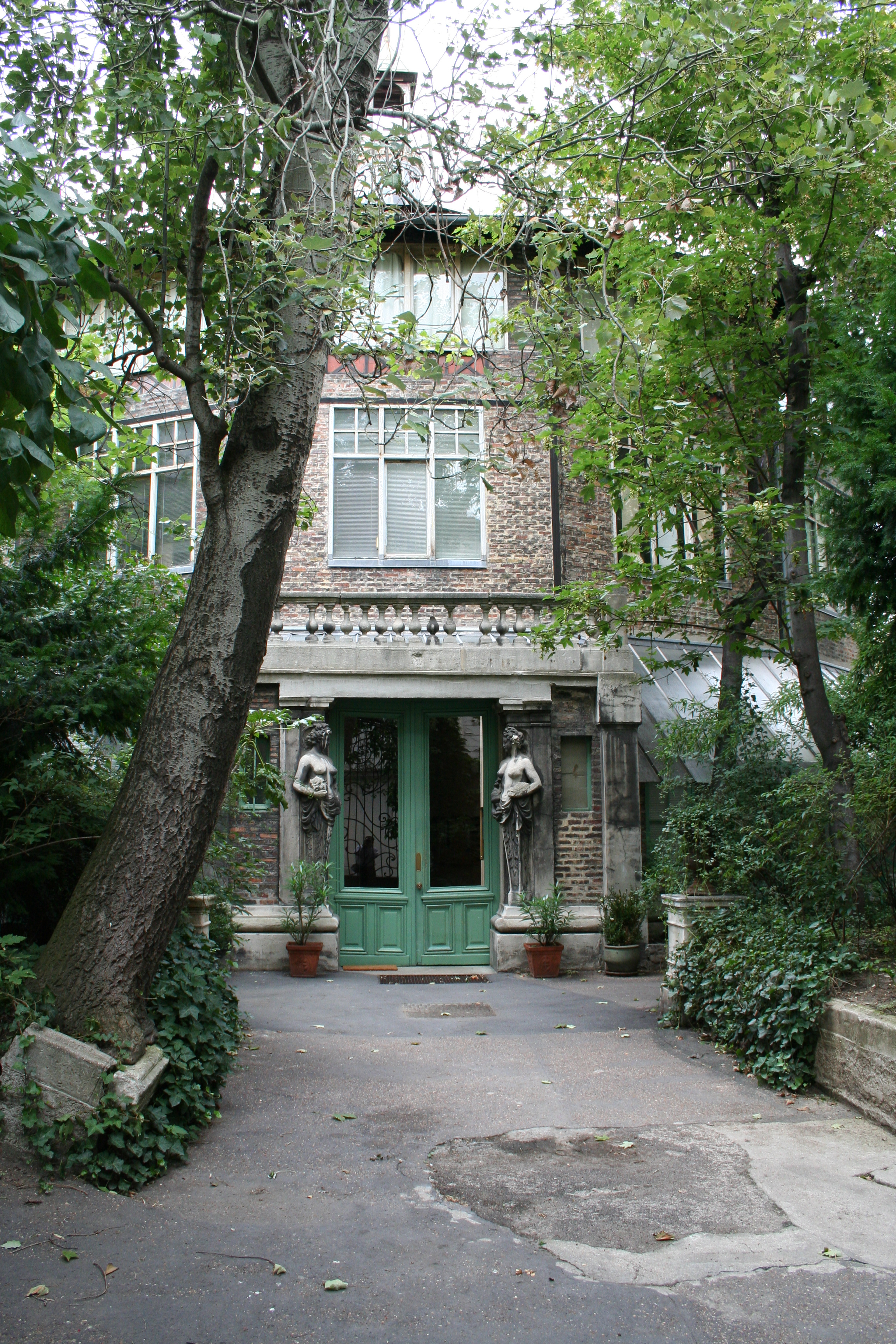
La Ruche van Alfred Boucher van het gelijknamige nummer (foto: 2006)

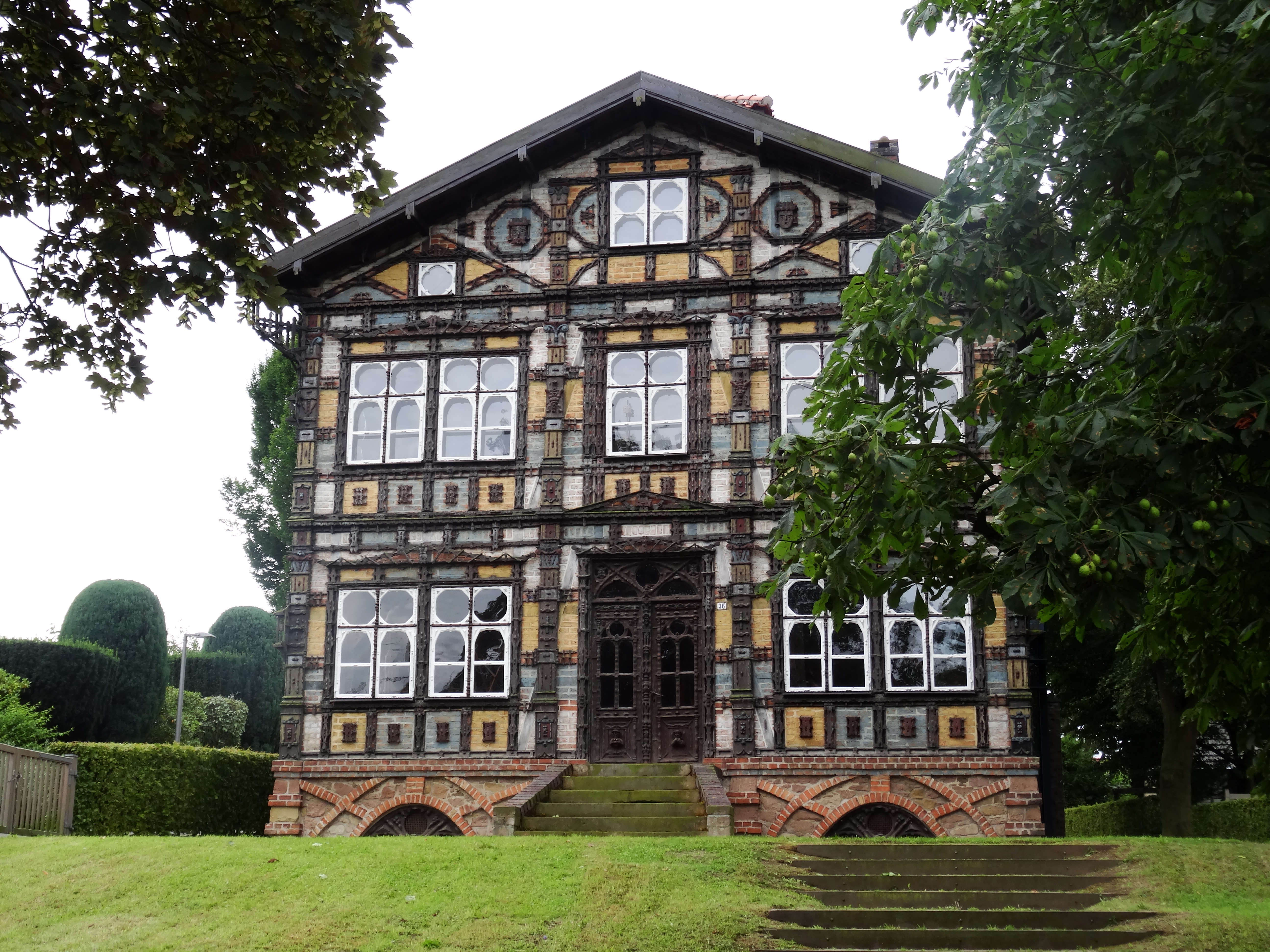
Dan Junkerhaus van Karl Junker van het gelijknamige nummer (foto: 2016)

Alles geschreven door Mats Johanssen, behalve The asylum door Viking Dahl. De zes stukken Extroversion dienen als intermezzi.

| Nr. | Titel                                         | Duur  |
| --- | --------------------------------------------- | ----- |
| 1.  | Extroversion (phase 1)                        | 1:03  |
| 2.  | Opportunistic medicine                        | 8:00  |
| 3.  | Cheval – Volonté de roche (Initiation)        | 5:31  |
| 4.  | Cheval – Volonté de roche (The haven)         | 4:16  |
| 5.  | Cheval – Volonté de roche (The interpreter)   | 3:51  |
| 6.  | Cheval – Volonté de roche (The aged)          | 5:26  |
| 7.  | Extroversion (phase 2)                        | 2:11  |
| 8.  | Exit permit                                   | 23:32 |
| 9.  | La Ruche, studios 3, 4, 7                     | 5:57  |
| 10. | Holy fools (We shall untangle all this later) | 2:37  |
| 11. | Holy fools (The asylum)                       | 9:06  |
| 12. | Ataraxia                                      | 3:40  |
| 13. | Extroversion (phase 3)                        | 2:12  |

| Nr. | Titel                                                | Duur |
| --- | ---------------------------------------------------- | ---- |
| 1.  | Extroversion (phase 4)                               | 1:14 |
| 2.  | The flight onward                                    | 9:22 |
| 3.  | The celestial vessel (A walk into town 1)            | 2:32 |
| 4.  | The celestial vessel (First expedition)              | 2:14 |
| 5.  | The celestial vessel (A walk into town 2)            | 2:35 |
| 6.  | The celestial vessel (Second expedition)             | 3:26 |
| 7.  | The celestial vessel (A walk into town 3)            | 4:01 |
| 8.  | The celestial vessel (Third expedition)              | 3:29 |
| 9.  | The celestial vessel (Celestial vessel)              | 5:27 |
| 10. | Unity                                                | 3:25 |
| 11. | The pilot                                            | 5:22 |
| 12. | Das Junkerhaus                                       | 5:22 |
| 13. | Extroversion (phase 5)                               | 1:39 |
| 14. | The voyage (The adventures of the whirling delerium) | 6:56 |
| 15. | The voyage (A telescope and a hot air balloon)       | 3:42 |
| 16. | The voyage (Wild as a toad)                          | 5:31 |
| 17. | Exit visa                                            |      |
| 18. | Extroversion (phase 6)                               | 4:07 |